# Antependium de Manrèse
 (novembre 2018).
Si vous disposez d'ouvrages ou d'articles de référence ou si vous connaissez des sites web de qualité traitant du thème abordé ici, merci de compléter l'article en donnant les références utiles à sa vérifiabilité et en les liant à la section « Notes et références ».
L’antependium de Manrèse est un devant d’autel qui est conservé à Manrèse, en Catalogne, dans la Collégiale basilique de Sainte-Marie de Manrèse.  
Œuvre d'art sacré célèbre dans l'histoire de l'Europe occidentale, c'est une broderie composée d’un support en lin et de fils de soie polychromes, de fils d’or et de fils d’argent, avec quelques éléments peints.  
L'œuvre est réalisée à Florence entre 1346 et 1350. Elle mesure 90 cm en hauteur pour 333 cm en longueur. 

## Histoire
L’artiste qui a réalisé le patron est inconnu ; en revanche, l’artiste ou le chef d’atelier ayant réalisé la broderie est connu grâce à une inscription en latin au-dessous de la scène centrale : « Geri Lapi Rachamatore Me Fecit in Florentia », traduit littéralement par « Geri Lapi m’a fait à Florence ». C’est la seule œuvre connue de Geri Lapi. Le commanditaire est Ramon Saera (ou Raimondo de Area). C’est un marchand local, nous pouvons alors envisager les voyages commerciaux entre la Catalogne et la Toscane, il a dû voyager à Florence où il a engagé Geri Lapi pour la réalisation de l’antependium. Ramon Saera est une personnalité importante de la ville de Manrèse ; il semble qu’il soit l’équivalent du procureur de la ville de Manresa dans les années 1345. L’antependium a été réalisé entre 1346 et 1350. C’est une œuvre qui a été léguée à la ville de Manrèse par Ramon Saera à sa mort en 1357. Selon sa volonté, l’œuvre ne doit pas quitter la commune.
Le 24 juillet 1936, l’antependium a été sauvé d’un incendie ; par la suite, il a été perdu jusqu’à la guerre d'Espagne (1936-1939).

## Iconographie
L’antependium est composé de trois parties : une partie centrale avec une scène unique et deux parties latérales composées de neuf scènes réparties sur trois registres. Les scènes des parties latérales sont disposées chronologiquement de gauche à droite et de haut en bas. La partie de gauche est liée à la vie de la Vierge et à l’enfance du Christ. Dans l’ordre, les scènes sont les suivantes : le mariage de la Vierge, l’Annonciation, la Visitation, la Nativité du Christ (qui montre d’un côté la Vierge et l’Enfant et d’un autre un pasteur qui reçoit la nouvelle de la naissance du Christ), l’Adoration des rois mages, la Fuite en Egypte, la Présentation au temple, Jésus parmi les docteurs et l’Expulsion du Temple. 
La partie de droite est liée à la passion et à la résurrection du Christ. Dans l’ordre, les scènes sont les suivantes : l’Entrée à Jérusalem, la Cène, la Prière au jardin des Oliviers, le Baiser de Judas, Jésus devant Caïphe, la Flagellation, la Portement de croix, la Résurrection et la Descente vers l’enfer. 
La scène centrale qui lie ces deux parties est une Crucifixion. Ainsi, le Christ est la figure centrale de l’antependium, c’est le sacrifice du Christ qui est mis en avant : le Christ doit racheter le péché originel. C’est un devant d’autel de la Passion du Christ. 
En utilisant Cennino Cennini comme point de départ, Adolph Cavallo a démontré que les peintres conservaient probablement un ensemble de motifs, peut-être un livre de patrons, à partir duquel les brodeurs pouvaient s’inspirer. D’ailleurs l’iconographie des scènes s’inscrit bien dans ce Trecento florentin avec, par exemple, la scène de la Cène où tous les disciples du Christ sont représentés d’un seul côté de la table, sauf Judas, le traître, ce qui permet de l’identifier. Ce n’est pas forcément une formule systématique, mais elle est courante à Florence. Cependant, l’iconographie de cette œuvre florentine se détache aussi légèrement des modèles avec la Résurrection : elle n'est pas représentée dans une grotte comme d'habitude, mais elle est représentée au milieu d'une forêt, de la nature. L’iconographie est réactualisée puisque certains personnages sont vêtus d’habits médiévaux comme dans la scène du Mariage de la Vierge. La Crucifixion suit en partie le modèle byzantin que nous trouvons dans la peinture florentine, comme avec la Crucifixion de la Maestà de Duccio ; ainsi, le Christ a les genoux pliés, la tête inclinée, il est entouré des deux larrons ; il y a aussi la reprise du groupe où la Vierge s’évanouit dans les bras des saintes femmes.

## Style
Le style de l’œuvre montre un travail totalement inséré dans les courants picturaux du trecento florentin. L’antependium de Manresa est un très important représentant de l'opus florentinum, c'est-à-dire de l’œuvre florentine, et plus particulièrement ici de la broderie florentine du Trecento. En effet, le Christ crucifié a une posture et une iconographie dérivant des modèles byzantins mais il est en volume, il y a une pondération du ventre. Il y a une volonté de montrer la corporalité, un poids du corps avec notamment bras frêles et des épaules plus basses que les mains clouées. Tous ces éléments se trouvent dans la lignée de l’art de Giotto et appellent alors à la comparaison avec le crucifix de Santa Maria Novella de Florence (1290-1300) de Giotto où nous retrouvons tous les éléments cités. Les modelés des corps sont identiques entre la peinture et la broderie ce qui montre la qualification très poussée de l’atelier florentin capable de rendre les détails de peinture avec du fil, il y a une grande professionnalisation de cet atelier. De plus, la broderie montre un intérêt pour un certain naturalisme tout comme dans la peinture, qui passe par la représentation d’éléments paysagers comme des sols en tapis de verdures avec des plantes et des arbres dans la fuite en Egypte, la crucifixion, ou encore avec des enrochements qui élèvent la ligne d’horizon comme dans la Nativité du Christ. La représentation des arbres est très stylisée mais ce cadre paysager marque la recherche d’un naturalisme. L’œuvre montre également un intérêt pour la perspective, qui tout comme l’intérêt pour la représentation paysagère, se place dans la continuité de Giotto, dans l’art florentin du trecento. La perspective représentée est très empirique mais l’intérêt est marqué car des éléments d’architecture sont présents dans presque toutes les scènes. La perspective s’inscrit également dans une recherche naturaliste car elle permet de rendre des effets de profondeur, des effets de réel comme c’est le cas du tombeau du Christ traité en perspective dans sa résurrection, ou encore de l’étable lors de la Nativité.
Il est ainsi intéressant de remarquer que la broderie est largement comparable avec la peinture florentine, ce sont des arts différents pourtant ce sont des arts très liés, c’est d’ailleurs un peintre qui conçoit souvent le patron de l’œuvre avant de la réaliser et rappelons que l’œuvre mobilise aussi de la peinture à quelques endroits, les chairs et certains éléments architecturaux. La forme même de l’antependium avec une scène centrale flanquée de scènes narratives plus petites est basée sur des modèles peints. Les fonds dorés des broderies florentines sont des éléments qui renvoient aux fonds dorés que nous trouvons encore dans la peinture du trecento florentin. Pour appuyer ce lien entre la broderie et la peinture, nous pouvons comparer l’antependium de Manresa à l’œuvre d’un artiste postérieur mais toujours du Trecento, Spinello Aretino, artiste florentin né vers 1350. La comparaison montre que Spinello Aretino et l’antependium de Manresa partagent des figures avec un type très similaire : une paire d'anges dans un fragment des fresques de Spinello pour la chapelle de Manetti dans l'église Santa Maria del Carmine, à Florence, montre des traits de visage identiques avec les visages de la broderie comme des mâchoires carrées, des joues hautes et larges et des paupières lourdes.
L’antependium développe tout de même un vocabulaire de broderie avec le fond qui est orné en abondance de motifs végétaux afin d’orner la totalité du support en lin. Des motifs végétaux permettent aussi de séparer les différentes scènes dans des frises. Ce vocabulaire se retrouve donc dans d’autres broderies florentines comme dans la série dite Iklé.

## Expositions
L’œuvre est sortie de Manrèse en 1888 pour l'Exposition universelle de Barcelone, puis une deuxième fois en 1929 pour une autre Exposition universelle de Barcelone. En 1989, l’œuvre a été exposée au Musée diocésain de Barcelone ; elle n’est plus sortie de Manresa depuis 1992 dans le cadre de travaux de restauration[pas clair] par le musée du Textile et de l'habillement de Barcelone et réalisés par Mechthild Flury-Lemberg, directeur de l'atelier de restauration de la Fondation Abegg de Riggisberg en Suisse.